# Ноль
- «Существуют две формы: ноль и нуль. В терминологическом значении (особенно в косвенных падежах) обычно используется вторая, например: равняется нулю, температура держится на нуле»[1].
- «…производное прилагательное обычно образуется от формы нуль, например: нулевой меридиан, нулевая отметка»[1].

Ноль (0, нуль от лат. nullus — никакой) — целое число, которое при сложении с любым числом или вычитании из него не меняет последнее, то есть даёт результат, равный этому последнему; умножение любого числа на ноль даёт ноль.
Большой толковый словарь Кузнецова (2009) приводит обе формы слова: ноль, нуль — как равнозначные, хотя имеется некоторое различие в употреблении. В частности, форма нуль чаще используется в терминологии, особенно в косвенных падежах, она же берётся как основа для образования прилагательного нулевой — соответственно, форма ноль чаще употребляется в именительном падеже (см. врезку).
Ноль играет исключительно важную роль в математике и физике.

## Ноль в математике

### Цифра «ноль» в математике
Цифра «ноль» — математический знак, выражающий отсутствие значения данного разряда в записи числа в позиционной системе счисления. В настоящее время эта цифра почти всегда обозначается «0» (по индо-арабской записи цифр). Цифра ноль, поставленная справа от другой цифры, увеличивает числовое значение всех левее стоящих цифр на разряд (например, в десятичной системе счисления, умножает на десять). Сравните, например, числа 410 и 4010; 416 и 4016 (нижний индекс означает основание системы счисления).
Понятие нуля исторически появилось как особый цифровой символ, необходимый при записи чисел в позиционной системе счисления. Этот символ указывал на отсутствие значения в соответствующем разряде, что позволяло не путать, например, записи {\displaystyle 7,70,700.}
С цифрой 0 связаны особенно простые признаки делимости целых чисел.
В десятичной системе счисления:
- Число делится на 10 тогда и только тогда, когда оно оканчивается на цифру 0.
- Число делится на 100 тогда и только тогда, когда оно оканчивается на две цифры 0.

Аналогичные признаки делимости имеются для чисел 1000, 10000 и т. д.
Признаки делимости, связанные с цифрой 0, в десятичной системе особенно легко комбинируются с признаками делимости на 2 и на 5, например:
- Число делится на 20 тогда и только тогда, когда последняя цифра числа — 0, а предпоследняя — чётная.
- Число делится на 50 тогда и только тогда, когда последняя цифра числа — 0, а предпоследняя — 0 или 5.

Аналогичные признаки делимости имеются для чисел 200, 500, 2000, 5000 и т. д.
Признаки делимости, связанные с цифрой «0», в других системах счисления аналогичны таковым в десятичной. В частности, в любой системе счисления с основанием {\displaystyle k} число делится на {\displaystyle k^{n}}, если оно оканчивается на {\displaystyle n} нулей.

### Число «ноль» в математике

#### Принадлежность к натуральным числам
Существуют два подхода к определению натуральных чисел — одни авторы причисляют ноль к натуральным числам, другие этого не делают. В российских школьных программах по математике не принято причислять ноль к натуральным числам, хотя это затрудняет некоторые формулировки (например, приходится различать деление с остатком и деление нацело). В качестве компромисса в источниках иногда рассматривают «расширенный натуральный ряд», включающий нуль.
Множество всех натуральных чисел принято обозначать символом {\displaystyle \mathbb {N} }. Международные стандарты ISO 31-11 (1992 год) и ISO 80000-2 (2009 год) устанавливают следующие обозначения:
- {\displaystyle \mathbb {N} } — натуральные числа, включая ноль: {\displaystyle \{0,1,2,3,4\dots \}}.
- {\displaystyle \mathbb {N^{*}} } — натуральные числа без нуля: {\displaystyle \{1,2,3,4\dots \}}.

Такие же, как в ISO, обозначения для множества натуральных чисел закреплены в российском ГОСТ 2011 года: Р 54521-2011, таблица 6.1. Тем не менее в русских источниках этот стандарт пока не соблюдается — в них символ {\displaystyle \mathbb {N} } обозначает натуральные числа без нуля, а расширенный натуральный ряд обозначается, например, {\displaystyle \mathbb {N} _{0},\mathbb {Z} _{0}} и т. д.

#### Основные свойства нуля
- 0 — целое число.
- На числовой прямой 0 разделяет положительные и отрицательные числа.

- Ноль является чётным числом, поскольку при делении его на 2 получается целое число: {\displaystyle 0/2=0}.
- Ноль не имеет знака. Могут использоваться условные обозначения отрицательной и положительной бесконечно малой величины: {\displaystyle -0}, {\displaystyle +0}, однако это не числа в обычном смысле.
- Любое число при сложении с нулём не меняется: {\displaystyle a+0=0+a=a.} При вычитании нуля из любого числа получается то же число[11]: {\displaystyle a-0=a}.
- Умножение любого числа на ноль даёт ноль[11]:

{\displaystyle a\cdot 0=0\cdot a=0.}
- При делении нуля на любое ненулевое число получается ноль:

{\displaystyle 0/a=0} при {\displaystyle a\neq 0.}

#### Деление на ноль
- Деление на ноль невозможно ни в каком поле или кольце, включая поля действительных и комплексных чисел.

В самом деле, если обозначить {\displaystyle {\frac {a}{0}}=b}, то по определению деления формально должно быть {\displaystyle b\cdot 0=a}, в то время как выражение {\displaystyle b\cdot 0}, при любом {\displaystyle b}, равно нулю. Другими словами, для нуля не существует обратного элемента ни в каком поле.
- Деление на ноль ненулевого комплексного числа возможно на расширенной комплексной плоскости, его результат — бесконечно удалённая точка.

#### Значения отдельных функций
- Факториал нуля по соглашению[12] принят равным единице: {\displaystyle 0!=1}. При таком соглашении тождество {\displaystyle n!=(n-1)!\cdot n} будет верно и при {\displaystyle n=1.}
- Результат возведения нуля в любую положительную степень равен нулю: {\displaystyle 0^{a}=0} при {\displaystyle a>0}. Возведение нуля в любую отрицательную степень не имеет смысла.
- Результат возведения любого числа (кроме нуля) в нулевую степень равен единице: {\displaystyle a^{0}=1}.
  - Одни авторы считают выражение {\displaystyle 0^{0}} (ноль в нулевой степени) неопределённым (лишённым смысла)[13][14][15], другие принимают {\displaystyle 0^{0}=1}.

Связано это с тем, что функция двух переменных {\displaystyle x^{y}} в точке {\displaystyle \{0,0\}} имеет неустранимый разрыв. В самом деле, вдоль положительного направления оси {\displaystyle X,} где {\displaystyle y=0,} она равна единице, а вдоль положительного направления оси {\displaystyle Y,} где {\displaystyle x=0,} она равна нулю.
В то же время, функция одной переменной {\displaystyle x^{0}} имеет в точке {\displaystyle x=0} устранимый разрыв (она равна единице во всех остальных точках) и может быть доопределена по непрерывности.
См. подробнее статью Ноль в нулевой степени.

#### Ноль в геометрии
- Точку можно рассматривать как нульмерный объект.
- Точка плоскости с одной нулевой координатой лежит на соответствующей координатной оси (с нулевой абсциссой — на оси ординат; с нулевой ординатой — на оси абсцисс). Обе нулевые координаты задают точку, именуемую началом координат.
- Точка трёхмерного пространства с одной нулевой координатой лежит на соответствующей координатной плоскости, с двумя — на координатной оси. Точка трёхмерного пространства тоже называется началом координат, если все её координаты нулевые.
- Аналогичные утверждения верны для пространства любой размерности.
- На окружности расположения 0° и 360° совпадают.

#### Ноль в математическом анализе
- При вычислении предела отношения {\displaystyle (a/b)}, где {\displaystyle a\rightarrow 0} и {\displaystyle b\rightarrow 0}, возникает такая ситуация, что непосредственная подстановка даёт выражение {\displaystyle (0/0)}, значение которого не определено. В процессе раскрытия неопределённостей возможны семь таких ситуаций, и в четырёх из них формально присутствует ноль: {\displaystyle \left({\frac {0}{0}}\right)}, {\displaystyle (0^{0})}, {\displaystyle (\infty ^{0})}, {\displaystyle (0\cdot \infty )}.
- Также возможна вполне определённая ситуация, когда рассматривается односторонний (правый или левый) предел бесконечно малой величины:

- Правый предел: {\displaystyle \lim _{x\to +0}{\frac {1}{x}}=\left({\frac {1}{0}}\right)=+\infty ,} _ или _ {\displaystyle \left({\frac {1}{x}}\right){\xrightarrow[{x\xrightarrow {} +0}]{}}~{+\infty }}.
- Левый предел: {\displaystyle \lim _{x\to -0}{\frac {1}{x}}=\left({\frac {1}{0}}\right)=-\infty ,} _ или _ {\displaystyle \left({\frac {1}{x}}\right){\xrightarrow[{x\xrightarrow {} -0}]{}}~{-\infty }}.

#### Обобщения (ноль в общей алгебре)
Аналог нуля может существовать в любом множестве, на котором определена операция сложения; в общей алгебре такой элемент иногда называется нейтральным элементом, иногда — аддитивным нулём, чаще всего — нулём относительно сложения. Примеры такого элемента — нулевой вектор и нулевая матрица. (Если же на множестве определена операция умножения, в качестве аналога нуля можно рассматривать мультипликативную единицу, или единицу относительно умножения — при наличии таковой.)
Алгебраические структуры, снабженные и сложением, и умножением, также могут содержать аналог нуля. Нулевой элемент содержит любое кольцо и его частные случаи — тело и поле. Например, квадратная нулевая матрица размера {\displaystyle n\times n} является нулевым элементом кольца квадратных матриц {\displaystyle M_{n}(R)}. Кольцо многочленов также имеет нулевой элемент — многочлен с нулевыми коэффициентами, или нулевой многочлен, {\displaystyle p(x)\equiv 0}.

## Ноль в информатике и вычислительной технике

### Цифра «ноль» в информатике и вычислительной технике
Подавляющее большинство компьютеров опираются на двоичную систему, то есть их память содержит только нули и единицы. Нечисловые данные используют стандартную кодировку — например, логические понятия ИСТИНА и ЛОЖЬ обычно кодируются как 1 и 0 соответственно, а для текстовых данных разных языков разработана универсальная кодировка Юникод.

Пометки нулей, чтобы не путать их с буквой О

При работе с компьютером из-за опасности спутать цифру 0 с латинской или русской буквой О, что может вызвать серьёзные последствия, одно время действовала рекомендация нуль перечёркивать: {\displaystyle \emptyset }. Иногда поступали наоборот: при программировании на ЭВМ «Минск-32» перечёркивали букву О, а не нуль. Знакогенераторы многих текстовых терминалов, видеоадаптеров и матричных принтеров при работе в текстовом режиме также выводят нуль в перечёркнутом виде (некоторые принтеры имели встроенные переключатели для включения и отключения режима перечёркивания нуля). На дисплеях IBM 3270 цифра 0 изображалась с точкой в центре. Визуальное различие цифры 0 от буквы О остаётся важным требованием к моноширинным шрифтам. В пропорциональных шрифтах буква О заметно шире нуля, так что перечёркивание обычно не требуется.
Перечёркнутый ноль не имеет отдельного символа Юникода; он может быть получен как символ U + 0030, сразу за которым идёт U + FE00, однако результат зависит как от текущего шрифта, так и от браузера. Иногда взамен используются сходные по виду значки скандинавской буквы (Ø), пустого множества (∅) или диаметра (⌀).
Некоторые шрифты OpenType включают специальную опцию перечёркивания нуля, для чего в CSS имеется специальная опция font-feature-settings: zero.

### Число «ноль» в информатике и вычислительной технике
В компьютерах существует понятие «машинного нуля» — это число с плавающей запятой и таким отрицательным порядком, которое воспринимается компьютером как ноль.
Ещё одна особенность представления данных в информатике: во многих языках программирования элементы массива данных нумеруются не с привычной единицы, а с нуля, так что описание real M(n) означает массив {\displaystyle M_{0},M_{1}\dots M_{n-1}.} Платформа Microsoft .NET Framework закрепила этот стандарт и даже перевела на него Visual Basic, который изначально использовал нумерацию с единицы.
В SQL-базах данных поле может иметь специальное значение NULL, которое означает не ноль, а неопределённое значение. Любое выражение, в котором участвует NULL, дает в результате NULL.
В математике {\displaystyle -0=+0=0}; то есть {\displaystyle -0,+0} представляют одно и то же число, не существуют отдельные положительный и отрицательный нули. Однако в некоторых компьютерных форматах (например, в стандарте IEEE 754 или в прямом и обратном коде) для нуля имеются два различных представления: положительное (с положительным знаком) и отрицательное; см. подробнее −0 (программирование). На результаты вычислений, впрочем, эти различия не влияют.
| Десятичное представление | Двоичное представление (8 бит) | Двоичное представление (8 бит) | Двоичное представление (8 бит) |
| Десятичное представление | прямой                         | обратный                       | дополнительный                 |
| ------------------------ | ------------------------------ | ------------------------------ | ------------------------------ |
| +0                       | 0000 0000                      | 0000 0000                      | 0000 0000                      |
| -0                       | 1000 0000                      | 1111 1111                      | 0000 0000                      |

## История использования нуля

### История цифры 0
Цифра 0 появилась одновременно с появлением позиционной (поместной) нумерации — десятичной в Индии и шестидесятиричной в Вавилоне.

#### Древний Восток
Вавилонские математики использовали для индикации шестидесятеричного нуля вначале пропуск, а затем — особый клинописный значок «двойной клин»; предполагается, что последний значок вавилоняне использовали начиная примерно с 300 г. до н. э., а их учителя-шумеры, вероятно, сделали это ещё раньше. Однако символ «двойной клин» вавилонских мудрецов никогда не имел самостоятельного значения и воспринимался не как цифра, а как отсутствие цифры; более того, он никогда не ставился в конце записи числа, так что, скажем, числа 2 и 120 (2×60) приходилось различать по контексту.
Цифра 0 отсутствовала в римской, греческой и китайской системах обозначения чисел. Без этой цифры обходились, назначая некоторым символам значения крупных чисел. Например, число 100 в греческой системе счисления обозначалось буквой Ρ, в римской — буквой C, в китайской — иероглифом 百.

#### Майя и инки

Пустая раковина — один из знаков нуля в системе счисления майя

Империя Майя существовала на полуострове Юкатан в период примерно с 300 года до н. э. по 900 год н. э. Майя использовали ноль в своей двадцатеричной системе счисления почти на тысячелетие раньше индийцев, однако только жрецами и только для календарных нужд (в повседневной жизни майя использовали иероглифическую пятеричную систему). Первая сохранившаяся стела с датой календаря майя датируется 7.16.3.2.13, 6 Бен 16 Шуль, то есть 8 декабря 36 года до н. э.
Любопытно, что тем же знаком математики майя обозначали и бесконечность, так как он означал не ноль в европейском понимании слова, а «начало», «причину».
Счёт дней месяца в календаре майя начинался с нулевого дня, который назывался Ахау.
В империи инков Тауантинсуйу для записи числовой информации использовалась узелковая система кипу, основанная на позиционной десятеричной системе счисления. Цифры от 1 до 9 обозначались узелками определённого вида, ноль — пропуском узелка в нужной позиции. В современном кечуа ноль обозначается словом кечуа ch'usaq (букв. «отсутствующий», «пустой»), но какое слово использовалось инками для обозначения нуля при чтении кипу, пока неясно, поскольку, например, в одних из первых кечуа-испанских (Диего Гонсалес Ольгин, 1608) словарях и первом аймара-испанском (Лудовико Бертонио, 1612) не было соответствия для испанского «cero» — «ноль».

#### Индия
В Индии цифра «ноль» именовалась санскритским словом śūnyaḥ («пустота»; «отсутствие») и широко использовалась в поэзии и священных текстах. Без нуля была бы невозможна изобретённая в Индии десятичная позиционная запись чисел. Первый символ для нуля обнаружен в индийском «манускрипте Бакхшали» от 876 г. н. э., он имеет вид жирной точки или закрашенного кружка, названного впоследствии śūnya-binduḥ «точка пустоты».
От индийцев через арабов, называвших цифру 0 ṣifr (отсюда слова цифра, шифр, и итал. zero, ноль), она попала в Западную Европу.

#### Европа
В Вене хранится рукописная арифметика XV века, приобретённая в Константинополе (Стамбуле), в которой употребляются греческие числовые знаки вместе с обозначением нуля точкой. В латинских переводах арабских трактатов XII века знак нуля (0) называется кружком — circulus. В оказавшем очень большое влияние на преподавание арифметики в западных странах руководстве Сакробоско, написанном в 1250 году и перепечатывавшемся в очень многих странах, ноль называется «thêta vel theca vel circulus vel cifra vel figura nihili» — тэта, или тека, или кружок, или цифра, или знак ничего. Термин nulla figura — никакой знак — появляется в рукописных латинских переводах и обработках арабских трудов c XII века. Термин nulla имеется в рукописи Никола Шюке 1484 года и в первой печатной так называемой (по месту издания) Тревизской арифметике (1478).
С начала XVI века слово «ноль» входит в повсеместное употребление в Германии и в других странах, сначала как слово чужое и в латинской грамматической форме, но постепенно оно принимает форму, свойственную данному национальному языку.

#### Россия
Леонтий Магницкий в своей «Арифметике» называет знак 0 «цифрой или ничем» (первая страница текста); на второй странице в таблице, в которой каждой цифре даётся название, 0 называется «низачто». В конце XVIII века во втором русском издании «Сокращения первых оснований математики» X. Вольфа (1791) нуль ещё называется цифрой. В математических рукописях XVII века, употребляющих индийские цифры, 0 называется «оном» вследствие сходства с буквой о.

### История числа «ноль»
Хотя в египетской системе счисления цифра 0 отсутствует, египетские математики уже со Среднего царства (начало II тысячелетия до н. э.) использовали вместо неё иероглиф нфр («прекрасный»), также означавший начало отсчёта в схемах храмов, пирамид и гробниц.
В китайских записях чисел цифра «нуль» также отсутствует, для обозначения числа «нуль» пользуются знаком 〇 — одним из «иероглифов императрицы У Цзэтянь».
В Древней Греции число 0 известно не было. В астрономических таблицах Клавдия Птолемея пустые клетки обозначались символом ο (буква омикрон, от др.-греч. οὐδέν — ничего); не исключено, что это обозначение повлияло на появление цифры «нуль», однако большинство историков признаёт, что десятичный нуль изобрели индийские математики.
В Европе долгое время 0 считался условным символом и не признавался числом; даже в XVII веке Валлис писал: «Нуль не есть число». В арифметических трудах отрицательное число истолковывалось как долг, а ноль — как ситуация полного разорения. Полному уравниванию его в правах с другими числами особенно способствовали труды Леонарда Эйлера.